# Susan Rolph
Susan Rolph –conocida como Sue Rolph– (Newcastle upon Tyne, 15 de mayo de 1978) es una deportista británica que compitió en natación, especialista en el estilo libre.
Ganó tres medallas en el Campeonato Mundial de Natación en Piscina Corta, en los años 1997 y 1999, cinco medallas en el Campeonato Europeo de Natación entre los años 1995 y 2000, y diecisiete medallas en el Campeonato Europeo de Natación en Piscina Corta entre los años 1996 y 2000.
Participó en dos Juegos Olímpicos de Verano, en los años 2000 y 2004, ocupando el quinto lugar en Atenas 2004, en la prueba de 4 × 100 m libre.

## Palmarés internacional
| Campeonato Mundial en Piscina Corta | Campeonato Mundial en Piscina Corta | Campeonato Mundial en Piscina Corta | Campeonato Mundial en Piscina Corta |
| Año                                 | Lugar                               | Medalla                             | Prueba                              |
| ----------------------------------- | ----------------------------------- | ----------------------------------- | ----------------------------------- |
| 1997                                | Gotemburgo (Suecia)                 | Medalla de bronce                   | 200 m estilos                       |
| 1999                                | Hong Kong (China)                   | Medalla de oro                      | 4 × 100 m libre                     |
| 1999                                | Hong Kong (China)                   | Medalla de bronce                   | 100 m libre                         |
| Campeonato Europeo                  |                                     |                                     |                                     |
| Año                                 | Lugar                               | Medalla                             | Prueba                              |
| 1995                                | Viena (Austria)                     | Medalla de bronce                   | 4 × 100 m libre                     |
| 1999                                | Estambul (Turquía)                  | Medalla de oro                      | 100 m libre                         |
| 1999                                | Estambul (Turquía)                  | Medalla de bronce                   | 4 × 100 m libre                     |
| 1999                                | Estambul (Turquía)                  | Medalla de bronce                   | 4 × 100 m libre                     |
| 2000                                | Helsinki (Finlandia)                | Medalla de bronce                   | 200 m estilos                       |
| Campeonato Europeo en Piscina Corta |                                     |                                     |                                     |
| Año                                 | Lugar                               | Medalla                             | Prueba                              |
| 1996                                | Rostock (Alemania)                  | Medalla de oro                      | 100 m estilos                       |
| 1996                                | Rostock (Alemania)                  | Medalla de oro                      | 200 m estilos                       |
| 1996                                | Rostock (Alemania)                  | Medalla de plata                    | 50 m libre                          |
| 1996                                | Rostock (Alemania)                  | Medalla de plata                    | 100 m libre                         |
| 1998                                | Sheffield (Reino Unido)             | Medalla de oro                      | 100 m libre                         |
| 1998                                | Sheffield (Reino Unido)             | Medalla de bronce                   | 50 m libre                          |
| 1998                                | Sheffield (Reino Unido)             | Medalla de bronce                   | 100 m estilos                       |
| 1998                                | Sheffield (Reino Unido)             | Medalla de bronce                   | 200 m estilos                       |
| 1998                                | Sheffield (Reino Unido)             | Medalla de bronce                   | 4 × 50 m libre                      |
| 1999                                | Lisboa (Portugal)                   | Medalla de plata                    | 50 m libre                          |
| 1999                                | Lisboa (Portugal)                   | Medalla de plata                    | 100 m libre                         |
| 1999                                | Lisboa (Portugal)                   | Medalla de bronce                   | 200 m estilos                       |
| 1999                                | Lisboa (Portugal)                   | Medalla de bronce                   | 4 × 50 m libre                      |
| 1999                                | Lisboa (Portugal)                   | Medalla de bronce                   | 4 × 50 m estilos                    |
| 2000                                | Valencia (España)                   | Medalla de plata                    | 4 × 50 m libre                      |
| 2000                                | Valencia (España)                   | Medalla de bronce                   | 100 m estilos                       |
| 2000                                | Valencia (España)                   | Medalla de bronce                   | 200 m estilos                       |